# Малин, Маркус
Маркус Малин (фин. Markus Malin; 28 мая 1987 года, Лахти, Финляндия) — финский сноубордист, выступающий в дисциплинах биг-эйр и хафпайп.
- Двукратный бронзовый призёр Чемпионатов мира по сноуборду в хафпайпе (2011, 2013);
- Многократный призёр этапов Кубка мира.